# Исторические книги
Исторические книги — один из разделов христианского библейского канона, в котором собраны книги, хронологически излагающие историю древнего Израиля от завоевания Ханаана до возвращения из плена при Ездре и Неемии. Раздел представлен ещё в древнейших унциальных рукописях Септуагинты, а также у некоторых раннехристианских авторов.

## Состав
В ранней церкви в раздел исторических книг также включали Пятикнижие, начиная историю от сотворения мира, описанного в Книге Бытия. В современной исагогике в этот раздел традиционно включают следующие книги Ветхого Завета:
- Книга Иисуса Навина,
- Книга Судей Израилевых,
- Книга Руфь,
- 4 Книги Царств,
- 2 Книги Паралипоменон,
- Книга Ездры
- Книга Есфири